# Canton (Connecticut)
Canton és una població dels Estats Units a l'estat de Connecticut. Segons el cens del 2000 tenia 8.840 habitants.

## Demografia
Segons el cens del 2000, Canton tenia 8.840 habitants, 3.516 habitatges, i 2.492 famílies. La densitat de població era de 138,9 habitants per km².
Dels 3.516 habitatges en un 33,4% hi vivien nens de menys de 18 anys, en un 60,2% hi vivien parelles casades, en un 8,1% dones solteres, i en un 29,1% no eren unitats familiars. En el 24,3% dels habitatges hi vivien persones soles el 8% de les quals corresponia a persones de 65 anys o més que vivien soles. El nombre mitjà de persones vivint en cada habitatge era de 2,49 i el nombre mitjà de persones que vivien en cada família era de 2,98.
Per edats la població es repartia de la següent manera: un 25,4% tenia menys de 18 anys, un 4,2% entre 18 i 24, un 30,8% entre 25 i 44, un 27,7% de 45 a 60 i un 11,9% 65 anys o més.
L'edat mediana era de 40 anys. Per cada 100 dones de 18 o més anys hi havia 90,9 homes.
La renda mediana per habitatge era de 65.013 $ i la renda mediana per família de 80.533 $. Els homes tenien una renda mediana de 49.980 $ mentre que les dones 37.652 $. La renda per capita de la població era de 33.151 $. Aproximadament l'1,9% de les famílies i el 2,7% de la població estaven per davall del llindar de pobresa.